# Tom Six
Tom Six   (Alkmaar, 29 d'agost de 1973) és un director de cinema, guionista i actor neerlandès. És conegut sobretot per la trilogia de pel·lícules de terror corporal: The human centipede (First sequence), The human centipede 2 (Full sequence) i The human centipede 3 (Final sequence). Six va ser el director original del programa de telerealitat Big Brother, que des de llavors s'ha convertit en una franquícia internacional.

## Biografia
Tom Six va néixer a Alkmaar, a la província d'Holanda del Nord, el 29 d'agost de 1973. És el cofundador, amb la seva germana Ilona, de la productora cinematogràfica Six Entertainment, amb què va escriure i dirigir pel·lícules com Gay in Amsterdam, Honeyz i I Love Dries (més tard retitulada What the F**k?! ).
Sis va tenir èxit amb la pel·lícula The human centipede (First sequence). Tot i que va rebre crítiques i reaccions diverses, The human centipede va cridar l'atenció internacional. L'èxit de la primera pel·lícula va donar a Six la flexibilitat que necessitava per treballar en una seqüela, The human centipede 2 (Full Sequence), que finalment va donar lloc a una trilogia. Tant el contingut polèmic de la primera pel·lícula com les brutals representacions de la violència sexual de la segona van generat controvèrsia. Al Regne Unit, el British Board of Film Classification es va negar a emetre un «certificat 18» per a The human centipede 2 (Full sequence), destacant-ne la «degradació total, humiliació, mutilació, tortura i assassinat de les seves víctimes nues». Six van presentar un nou muntatge amb dos minuts i 37 segons eliminats i va rebre finalment l'autorització.
La pel·lícula final de la sèrie Human Centipede, The human centipede 3 (Final sequence), es va estrenar el 22 de maig de 2015. La idea de Tom Six és que cadascuna de les tres seqüències de The human centipede és una pel·lícula autònoma, o es poden connectar en una única pel·lícula de 4,5 hores de durada. The human centipede 2 comença on acaba l'original, mentre que The human centipede 3 comença on acaba The human centipede 2, per tant, les tres pel·lícules juntes formen una «pel·lícula centpeus» titulada The human centipede (Complete sequence).
Six va intentar distribuir la pel·lícula satírica de terror psicològic The Onania Club, originàriament prevista per al 2017, posteriorment endarrerida al 2019, i sense data d'estrena. Al respecte va comentar que «el gran art requereix temps». Segons el lloc oficial de Six Entertainment Company, la pel·lícula es va acabar el 2020. Tanmateix, l'any 2021, Six va admetre que hi havia hagut problemes per a comercialitzar-la després que el distribuïdor decidís no fer-ho.